# Zoila Ugarte de Landívar
Zoila Clotilde Ugarte de Landívar, coneguda també amb el pseudònim pseudònim Zarelia, (El Guabo, desembre de 1864 - Quito, 16 novembre de 1969) va ser una escriptora, periodista, activista pels drets humans i feminista equatoriana; va ser la primera dona a exercir el periodisme a Equador, junt amb Hipatia Cárdenas de Bustamante (1889-1972), i una de les pioneres en l'àmbit de la defensa del sufragi femení a l'Equador.
La seva carrera com a precursora del periodisme femení equatorià va començar en la segona meitat de la dècada de 1880. Va començar a utilitzar el pseudònim periodístic Zarelia al setmanari Tesoro del Hogar, fundat per Lastenia Larriva de Llona, que es va publicar entre 1887 i 1893.
Com a escriptora, va seguir una tendència liberal-radical; el 1905, va fundar la revista La Mujer, mentres ocupava el càrrec de directora de la Biblioteca Nacional. A més, va ser la primera directora i redactora del diari polític La Prensa, el 1911.
En l'àmbit de l'activisme feminista, va fundar en 1922 la Sociedad Feminista Luz del Pichincha, de la que va ser presidenta; a més, el 1930 va fundar el Centro Feminista Anticlerical, que va lluitar pel respecte a el dret a vot femení al país després de la seva aprovació el 1929 i l'aparició de grups en contra.

## Biografia

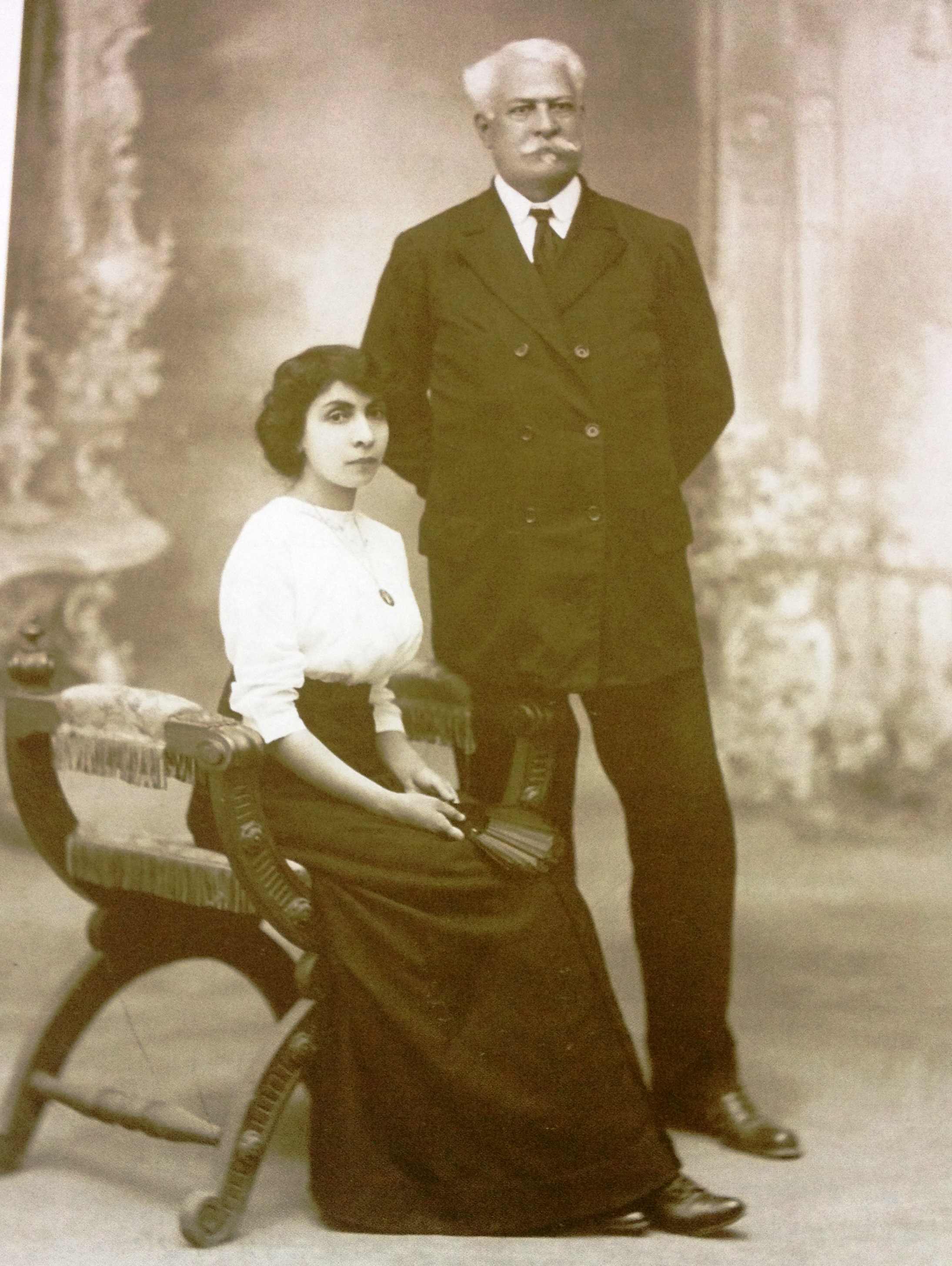
Zoila Ugarte amb el seu marit el 1893

Ugarte va néixer el 1864 a El Guabo (El Oro, Equador), filla de Juan de Dios Ugarte Benavides i Juana Seas Pérez. Era la cinquena d'onze germans.
Després de la mort dels seus pares, es va traslladar a Guayaquil, on es va fer partidària de la causa liberal i va començar a treballar com a periodista a finals de la dècada de 1880. Va començar a utilitzar el pseudònim Zarelia al setmanari Tesoro del Hogar, fundat per Lastenia Larriva de Llona, que es va publicar entre el 1887 i el 1893.
El 1893 es va casar amb el coronel Julio Landívar, amb qui va tenir un únic fill, Jorge Landívar Ugarte, que va ser periodista i precursor de l’antic Partit Socialista Equatorià.
Durant els darrers anys de la seva vida, Ugarte va participar en diverses institucions culturals de Quito, inclosa la presidència del Cercle de Premsa de la ciutat. Va continuar publicant articles al diari El Universo i va treballar tant per a El Telégrafo com per a Espejo. Després de la mort del seu fill Jorge Landívar el 1962, es va traslladar a una residència d'ancians a Quito.
Va morir el 16 de novembre de 1969 a Quito, amb 105 anys d'edat.

## Activisme

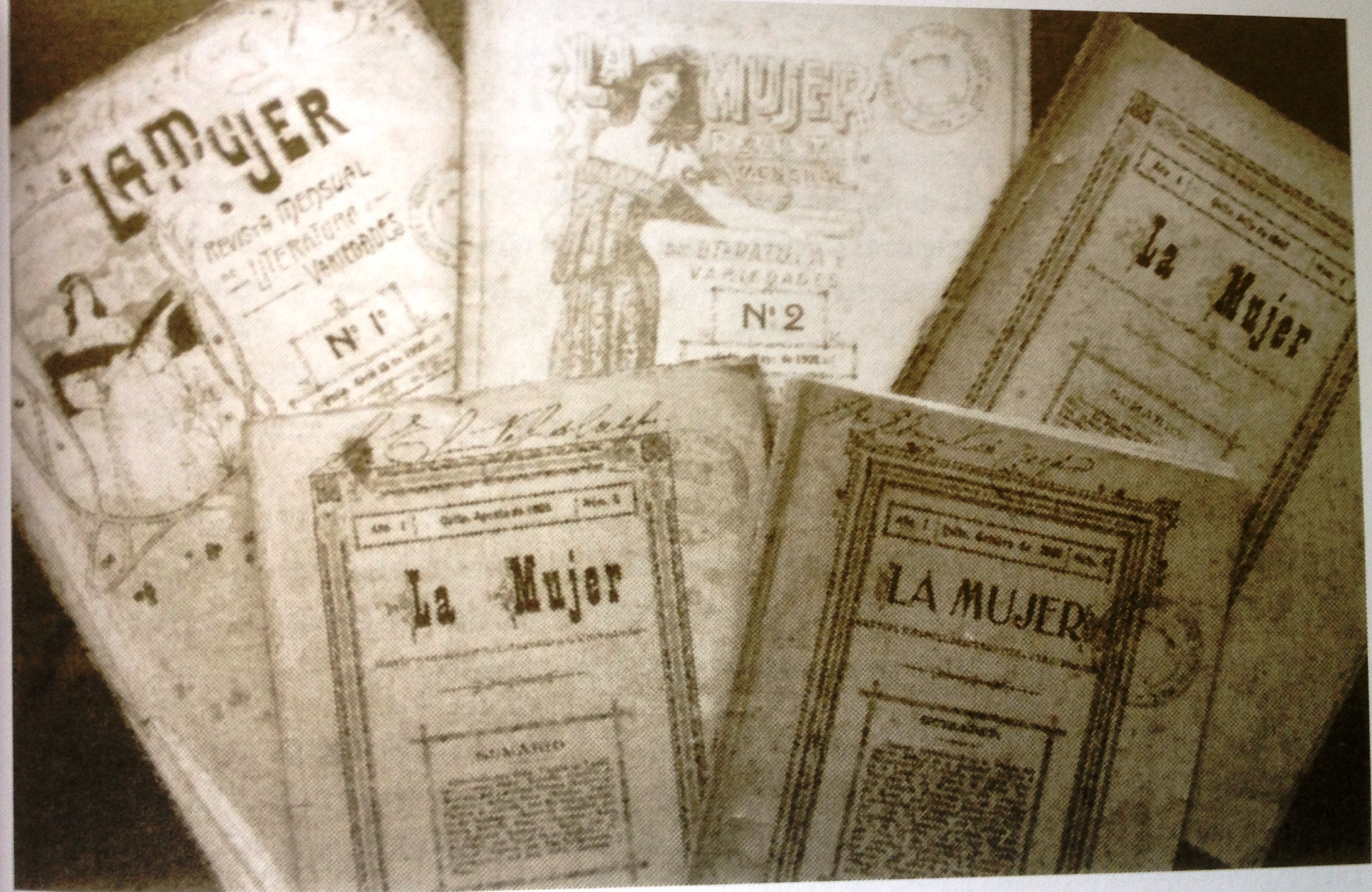
Números de La Mujer

### Política
A les revistes La Mujer, La Prensa i El Grito del Pueblo, Ugarte va expressar la seva inclinació cap al liberalisme de la seva època i la crítica als problemes socials i polítics de l'època.
El 3 de maig de 1910 va publicar al diari de Quito La Patria una carta oberta dirigida a Ana Paredes de Alfaro, l'esposa del llavors president Eloy Alfaro, en què suggeria a Ana que informés el seu marit que seria prudent que abandonés el poder per evitar una situació lamentable per al poble equatorià.
El 1912 va continuar publicant articles a favor del liberalisme als diaris La Prensa i La Patria.

### Feminisme
Ugarte va ser una de les primeres figures del moviment feminista liberal equatorià a principis del segle xx, així com del creixent moviment obrer i de la lluita de classes. Va ser designada membre d’honor del diari El Tipógrafo el 1905 i va escriure per a les revistes El hogar cristiano, la Ondina del Guayas i Alas, que formaven part del moviment intel·lectual femení en auge de l’època. Va fundar el Centro Feminista Anticlerical i va lluitar per aquest moviment al costat d'altres feministes com Hipatia Cárdenas de Bustamante, Mercedes Gonzáles de Moscoso i Delia Ibarra.
No només va lluitar pel dret de les dones a l'educació, la igualtat i l'emancipació econòmica, sinó també pel seu dret a vot i a exercir càrrecs polítics.
El 1922, juntament amb María Angélica Idrobo, Ugarte va fundar la Sociedad Feminista Luz del Pichincha, de la qual també va ser presidenta. A través d’aquesta organització, va crear una escola primària i una escola nocturna per a dones, les quals hi tenien lliure assistència. També va visitar diverses presons de dones i en va denunciar les condicions a les seves publicacions.
El 1930 va convidar feministes del taller de l’activista espanyola Belén de Sárraga perquè anessin a parlar a l’Institut Nacional Mejía de Quito. Amb ella va viatjar a diverses ciutats del país per promoure els drets de les dones. Ugarte va convidar llavors la mateixa Belén de Sárraga a fer una conferència sobre feminisme a la Confederació Obrera de Guayas.
Ugarte va representar l’Equador a l’organització feminista internacional del Comitè de les Amèriques i a la Lliga Internacional de Dones per la Pau i la Llibertat en la dècada del 1940.

## Reconeixement
Zoila Ugarte va rebre una medalla d’honor del Ministeri d’Afers Exteriors de l'Equador el 1937. El seu treball periodístic també va ser guardonat pel Comitè Zoila Ugarte, supervisat pel periodista Tulio Henriquez Cestaris a Guayaquil, que va compilar un àlbum d’autògrafs amb paraules d’agraïment i reconeixement d'intel·lectuals contemporanis seus. També va ser premiada pel Press Circle el 1966.